# Лопаскино
Лопаскино (укр. Лопаскине) — село, относится к Новоайдарскому району Луганской области Украины. До 7 октября 2014 года относился к Славяносербскому району Луганской области.
24 февраля 2022 года село захвачено Луганской Народной Республики. Первый населенный пункт, захвачен НМ ЛНР на левом берегу Северского Донца.
Население по переписи 2001 года составляло 138 человек. Почтовый индекс — 93704. Телефонный код — 6473. Занимает площадь 0,695 км². Код КОАТУУ — 4423187704.

## История
В 2014 году село переведено в Новоайдарский район.